# Phidippus cardinalis
Phidippus cardinalis este o specie de păianjen din familia Salticidae. Este cunoscut datorită asemănării sale cu viespele din genul Dasymutilla Arhivat în 28 decembrie 2008, la Wayback Machine..

## Răspândire
P. cardinalis trăiește în SUA și Mexic, posibil că și în Panama.